# 朝鮮燕行使
朝鮮燕行使，是朝鲜王朝於1636年丙子胡乱成为滿清藩屬后，定期派遣至滿清朝貢的使者。
1644年清兵入關以後，改入燕京（中國北京）朝貢，「入燕之行」的使者，故稱燕行使，又称事大使、赴京使。
朝鲜在1636年至1895年《馬關條約》簽訂後的兩百五十餘年中出使500次，為所有中国属国中，朝貢最多者。

## 定期使節
歳幣使，三節使（冬至使、聖節使、正朝使《正月祝賀之使節》）仁祖大王在位期間，冬至，聖節，正朝三節使合併至一起，每年六月差出。使節團一般約三百人，其中正使、副使、書狀官各一人。其餘人員包括堂上、通事、領去官、淸學新遞兒、偶語別差、醫員、寫字官、畵員、日官、灣上軍官、御醫、譯官、驛卒、軍牢、奴子等。

## 臨時使節
謝恩使、陳慰使、進賀使、進香使、陳奏使、告訃使、奏請使、問安使（視察團）。